# Hatkunda, Gulbarga
Hatkunda là một làng thuộc tehsil Gulbarga, huyện Gulbarga, bang Karnataka, Ấn Độ.